# Лозик, Валерий Викторович
Вале́рий Ви́кторович Ло́зик

## Биография
Родился 27 декабря 1967 года в Шахтёрске. Занимался плаванием под руководством Анатолия Ростовского. 
Специализировался в плавании брассом. На летней Спартакиаде 1986 года выиграл дистанции 100 и 200 метров, а также занял второе место в комбинированной эстафете 4×100 метров. В том же году завоевал серебряную медаль Игр доброй воли в Москве на дистанции 200 метров.
На Олимпиаде в Сеуле в комбинированной эстафете 4×100 метров принял участие в предварительном заплыве вместе с Сергеем Заболотновым, Константином Петровым и Николаем Евсеевым. Советские спортсмены в квалификации заняли 2-е место, но в финале все были заменены. Тем не менее они также получили бронзовые медали. В плавании на 200 метров брассом Валерий Лозик занял 5-е место.
В 1989 году окончил Славянский государственный педагогический институт. В 1991 году завершил свою спортивную карьеру. В дальнейшем занялся предпринимательской деятельностью в сфере недвижимости.